# Bregovo
Bregovo (in bulgaro Брегово?) è un comune bulgaro situato nella regione di Vidin di 6 693 abitanti (dati 2009). La sede comunale è nella località omonima.

## Località
Il comune è formato dall'insieme delle seguenti località:
- Bregovo (sede comunale)
- Balej
- Vrăv
- Gămzovo
- Delejna
- Kalina
- Kosovo
- Kudelin
- Rakitnica
- Tijanovci